# Propaganda (zespół muzyczny)
Propaganda (ros. Пропаганда) – rosyjski girls band założony w 2001. Pierwotny skład zespołu tworzyły: Wiktorija Woronina, Wiktorija Pietrenko i Julija Garanina. Obecnie w trio śpiewają: Sofia Eremczenko, Angelina Gridchina i Daria Sanakowa.

## Dyskografia
Albumy studyjne
- Dietki (2001)
- Tak i byt ili kto-to igrajet w lubow... (2003)
- Super Dietka (2004)
- Stichi w metro ili odni doma (2006)
- Ty moj paren (2008)
- Znajesz (2011)
- Podruga (2013)
- Fioletowaja pudra (2014)

Albumy kompilacyjne
- Luczszije piesni. Nowaka kollekcija (2012)
- Zolotoj album (2017)

Albumy z remiksami
- Nie dieti (2002)